# Vendela Kirsebom
Vendela Maria Kirsebom (Estocolmo, 12 de janeiro de 1967) é uma supermodelo e atriz sueca.

## Carreira

### Modelo
Vendela Kirsebom nasceu em 12 de janeiro de 1967 na capital sueca, filha de uma mãe norueguesa e de um pai turco.
Aos 13 anos foi descoberta num restaurante em Estocolmo pela própria Eileen Ford, fundadora da conceituada agência de modelos norte-americana Ford Models.  
Aos 18 anos, após a sua graduação, viajou para Itália para iniciar a sua carreira de modelo através da agência Ford Models. Depois de ter assinado um contrato para a marca Elizabeth Arden, Kirsebom viajou para os E.U.A. onde começou a trabalhar como relações públicas para a Almay's.
Seguiram-se trabalhos para marcas como Revlon, Lay's, Barbour, Diesel, Hanes, JH Collectibles, Lipton, Mikimoto e Victoria's Secret.
Kirsebom foi capa de inúmeras revistas como a Bride's, Flare , Shape, FHM, Zest  e Sports Illustrated Swimsuit Issue. Em 2004, no 40º aniversário, foi publicada uma edição especial em que são convidadas as principais modelos que fizeram a história e o sucesso da revista sendo Kirsebom uma delas, posando junto de Heidi Klum, Valeria Mazza, Elle Macpherson, Cheryl Tiegs, Tyra Banks, Rachel Hunter, Stacey Williams, Paulina Porizkova, Christie Brinkley e Roshumba Williams. (Foto Hall of Fame)
A sua agência na Suécia é a Mikas e nos Estados Unidos a Ford Models.

### Cinema e televisão
Vendela Kirsebom teve participações em vários filmes e shows de televisão como Batman & Robin (1997), Model Behavior com Justin Timberlake e Maggie Lawson, The Parent Trap (1998) com Lindsay Lohan e Dennis Quaid. Como ela própria, apareceu em 1995 em vários episódios de The Larry Sanders Show e Murphy Brown, assim como em 2005 em Romy and Michele: In the Beginning. Também emprestou a sua voz ao personagem Johnny Bravo. Em 1999, foi anfitriã do festival de música sueco Melodifestivalen 1999. Actualmente, Kirsebom é apresentadora do reality show Norway's Next Top Model e Sweden's Next Top Supermodel. Também fez parte do júri do concurso America's Next Top Model.

### Vida pessoal
Em 1996, Kirsebom casou com o político norueguês Olaf Thommessen e passou a viver em Oslo, com as duas filhas, Julia e Hannah. Divorciaram-se em 2007 depois de onze anos de casamento. Continua a viver em Oslo.
Kirsebom é uma personalidade activa na comunidade de moda internacional e foi embaixadora da UNICEF.